# دوشکو پیتلوویچ
دوشکو پیتلوویچ (انگلیسی: Duško Pijetlović؛ زادهٔ ۲۵ آوریل ۱۹۸۵) بازیکن واترپلو اهل صربستان است.
وی در مسابقات کشوری و بین‌المللی در مجموع برندهٔ ۱۷ مدال طلا، ۱ مدال نقره، ۲ مدال برنز شده‌است.